# Jagalur
Jagalur è una suddivisione dell'India, classificata come town panchayat, di 14.741 abitanti, situata nel distretto di Davanagere, nello stato federato del Karnataka. In base al numero di abitanti la città rientra nella classe IV (da 10.000 a 19.999 persone).

## Geografia fisica
La città è situata a 14° 31' 60 N e 76° 20' 60 E e ha un'altitudine di 667 m s.l.m..

## Società

### Evoluzione demografica
Al censimento del 2001 la popolazione di Jagalur assommava a 14.741 persone, delle quali 7.701 maschi e 7.040 femmine. I bambini di età inferiore o uguale ai sei anni assommavano a 1.772, dei quali 878 maschi e 894 femmine. Infine, coloro che erano in grado di saper almeno leggere e scrivere erano 10.246, dei quali 5.714 maschi e 4.532 femmine.